# ピエール＝アンリ・ド・ヴァランシエンヌ
ピエール＝アンリ・ド・ヴァランシエンヌ（Pierre-Henri de Valenciennes、1750年12月6日 - 1819年2月16日）は、フランスの画家である。18世紀後半のフランスにおける最も重要な風景画家の一人で、その後の風景画家たちに影響を与えた。

## 略歴
トゥールーズで生まれた。父親はかつらの製造業者で、母親は家具商人の娘だった。10代にはバイオリン演奏を学んだが、1770年頃トゥールーズの王立美術学校で美術を学んだ。この頃、南フランスへの旅も行い、1769年にはローマも訪れている。
有力者のデュブール家から支援を受け、叔母が有力な政治家エティエンヌ・フランソワ・ド・ショワズール公爵の近侍と結婚していて、公爵の支援も受けた。
ショワズ公爵の推薦で1772年からパリでガブリエル＝フランソワ・ドワイアンの指導を受けるようになった。ドワイアンのスタジオでは架空の遺跡などを描く風景画を描いた画家のユベール・ロベールと出会い、強い影響を受けた。1778年に初めてパリの展覧会に出展した。
パトロンの支援されて、1777年から1785年の間はおもにローマに滞在し、シシリーやナポリにも滞在した。1785年にパリに戻り、1787年に王立絵画彫刻アカデミーの会員に選ばれた。サロン・ド・パリにも出展を始め、1805年には金賞を得た。
王立絵画彫刻アカデミーや高等専門学校で風景画を教え、著名な画家にはジャン＝ヴィクトール・ベルタン、ルイ＝フランソワ・ルジューヌ、アシール＝エトナ・ミシャロン、ルイ・エティエンヌ・ワトレらがいる。レジオンドヌール勲章（シュヴァリエ）を受勲した。

## 作品

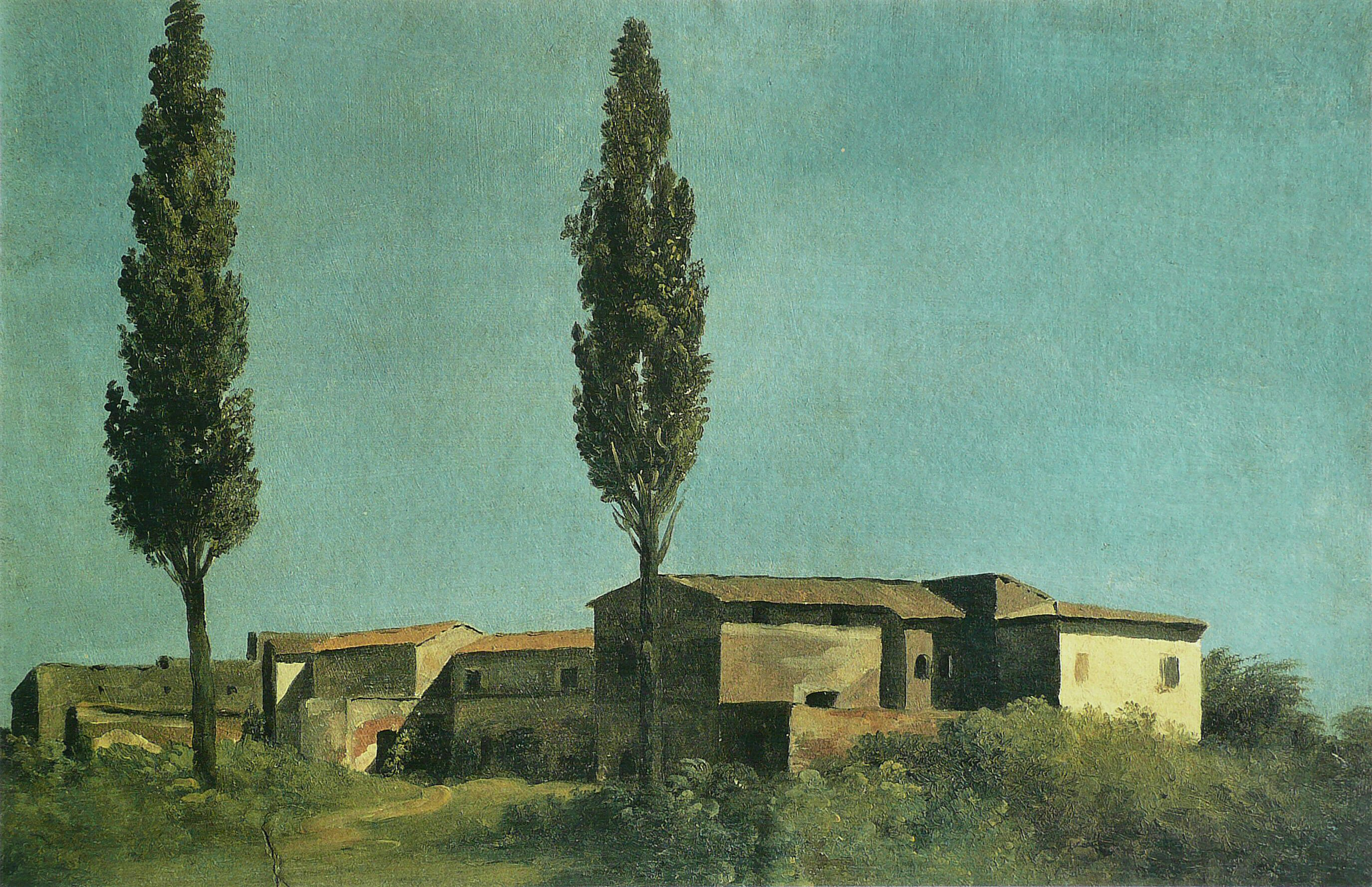
"À la villa Farnèse : les deux peupliers"
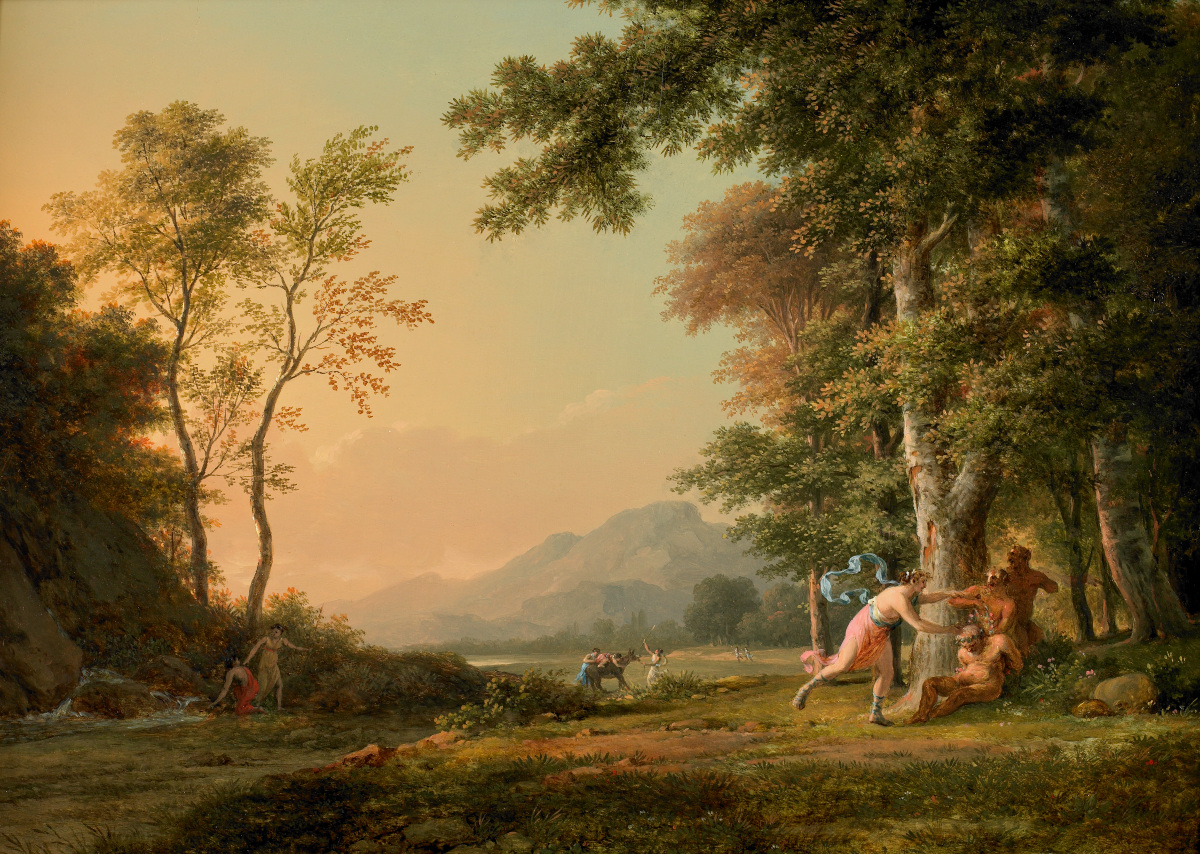
バッカスと森の風景  (c.1810)
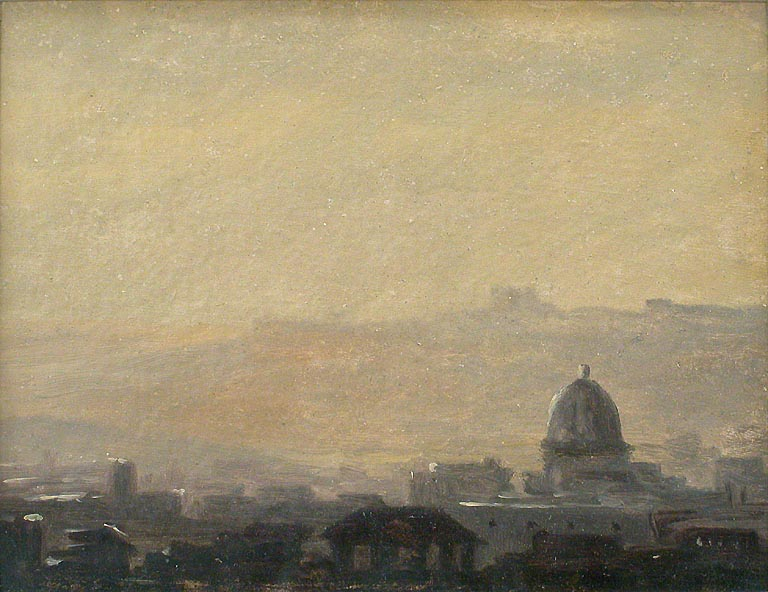
ローマ周辺の風景
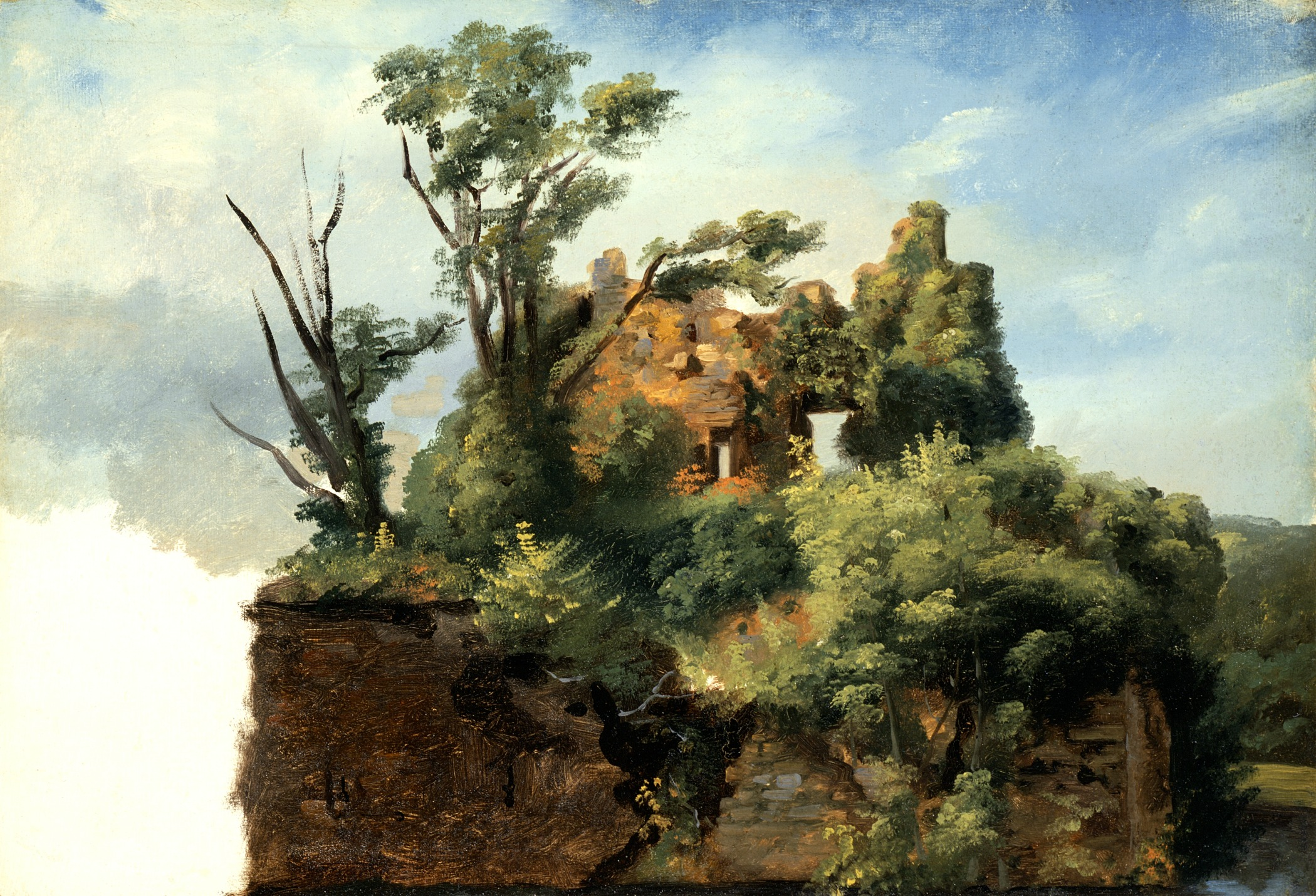
廃墟の風景
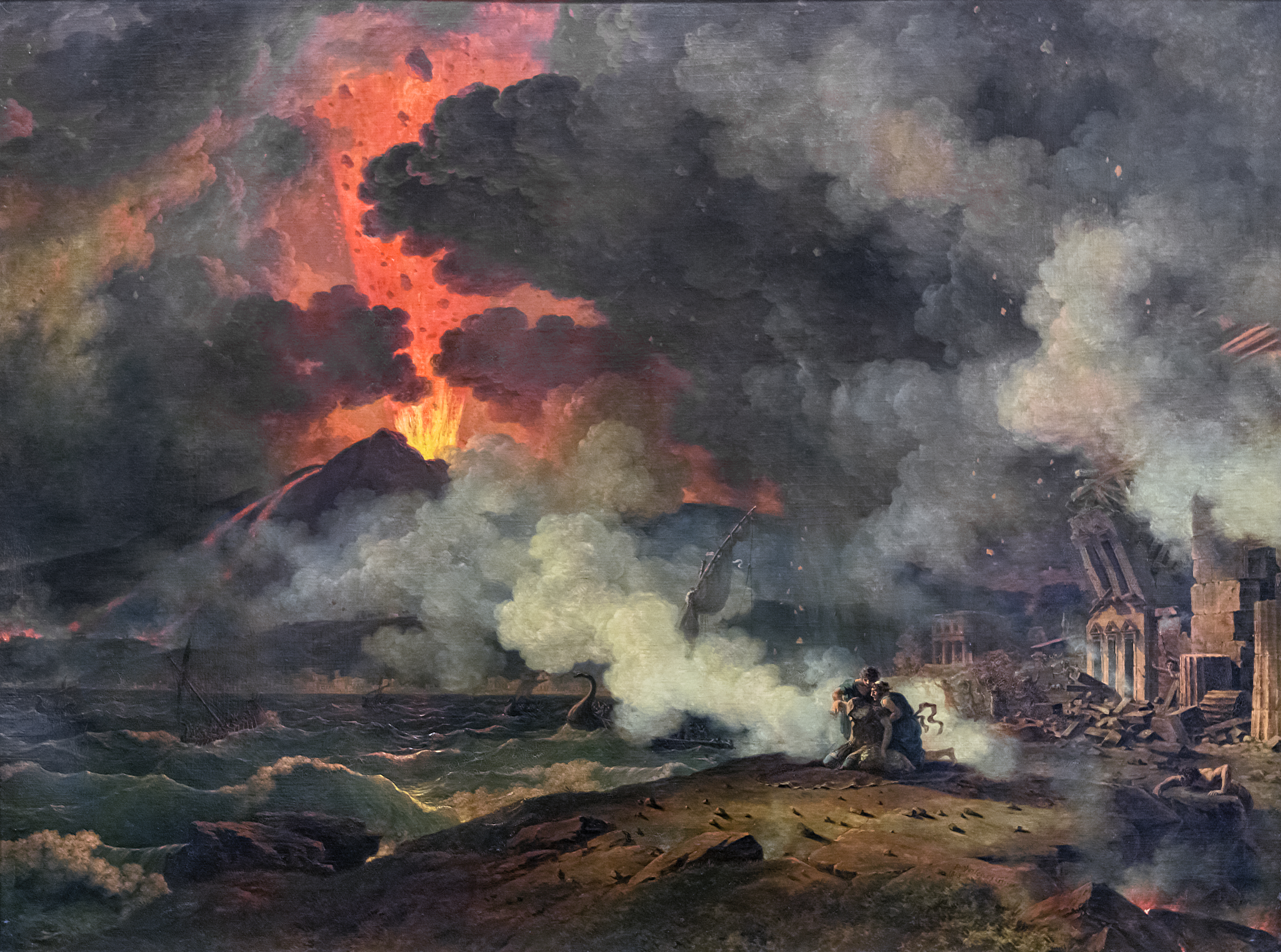
ヴェスヴィオの噴火
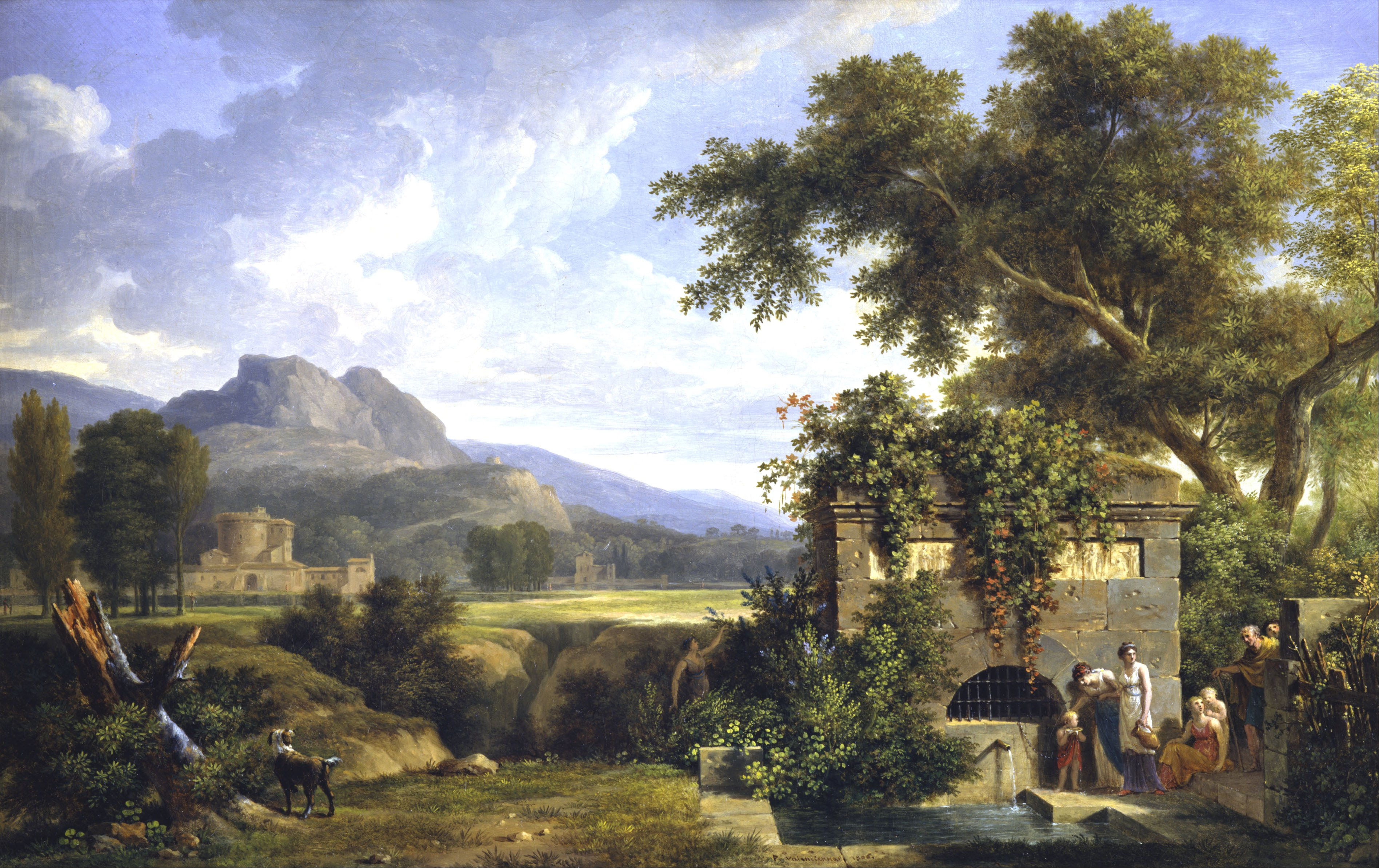
泉で水を飲む人物のいる風景画